# Rajputs

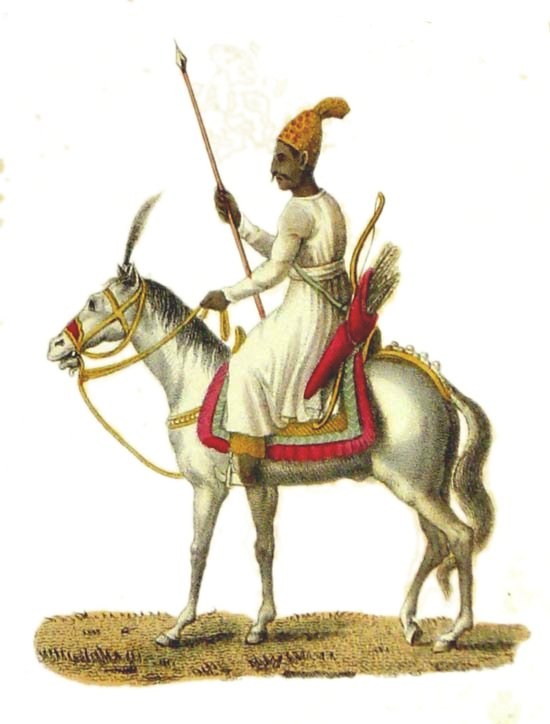
Afbeelding van een Rajputruiter in The World in Miniature: Hindoostan door Frederic Shoberl (rond 1820-1830).

De Rajputs of Rajputen (Hindi: राजपूत, rājpūt, raja: koning, putra: zoon) zijn een machtige, adellijke en strijdlustige kaste op het Indisch Subcontinent, vooral in de Indiase staat Rajastan (voorheen Rajputana) en een deel van Gujarat. De Rajputs zijn een Indische kaste en bestaan uit verschillende clans.
In de 7e eeuw begonnen heersers in Rajasthan zichzelf op heldenstenen als heer te betitelen. Clans als de Pratihara's, Guhila's en Chahamana's wisten hun status te verhogen tot mahasamanta (letterlijk grote naburige), vazallen van lokale rijken.:109-110 Het zou echter nog geruime tijd duren voordat de latere rajput-identiteit werd gevormd. Het woord rajput werd voor het eerst in de Kanhadade Prabandha uit de vijftiende eeuw gebruikt, in plaats van rajaputra.:191 De identiteit van de rajput ontwikkelde zich in deze periode en bestaat uit vier onderdelen, de trouw aan geloften en het slagveld, de buitengewone daden op het slagveld, de zelfverbranding van de vrouwen van rajputs die omkwamen in de strijd – als jauhar voor de strijd of als sati na de strijd – en de tragisch-heroïsche plot van het rajput-verhaal.:184-185 De term rajput is ondanks veelvuldig gebruik, ook in de moderne geschiedschrijving, een anachronisme als het betrekking heeft op dynastieën en clans van voor de vijftiende eeuw.:33-35 Veel van de rajputs uit de zestiende en zeventiende eeuw stamden ook niet af van de oude dynastieën die wel als rajput worden aangeduid.

## Oorsprong
De rajputs kennen verschillende zuiveringsmythes die moeten verklaren dat zij legitieme afstammelingen zijn uit de hogere varna's. Onder de Britten kon deze vermeende buitenlandse afkomst van de rajputs gebruikt worden om de koloniale overheersing te rechtvaardigen. De nationalistische geschiedschrijving had juist belang bij een afstamming van kshatriya's, aangezien de rajputs dan vedische ariërs zouden zijn. Deze zoektocht is echter misleidend, aangezien het geen etnische groepen waren. De rajputs werden waarschijnlijk pas vanaf de zestiende eeuw de strijderskaste zoals zij dit wilden uitdragen. Van de elfde tot die tijd was het waarschijnlijk een functiegebonden titel die niet overerfbaar was. Dit maakt de zoektocht naar een enkele oorsprong vruchteloos:
One of the longest-standing and most fruitless discussions in Indian history has been over the origin of the Rajputs. The word itself, from rajaputra, means only ‘son of a king’ and gives no indication of place, caste, or other identifying markers.
Desondanks hebben historici de rajput-identiteit gelijkgesteld aan die van de rajaputra's, rauta's en thakkura's uit deze periode en de oorsprongsmythes zijn hardnekkig en klinken nog door in historische verhandelingen.

### Agnikula
Vier clans van rajputs hebben als oorsprongsmythe dat zij agnikula zouden zijn. De Prithviraj Raso kent verschillende recensio's en de in vroegst bekende versie was Manik Rai de eerste koning van de Chahamana-dynastie en werd deze geboren uit een brahmaans offer. De meest populaire variant kent echter de Agnikula-legende die stelt dat Chahavana, de voorvader van de Chahamana's, uit een vuuroffer (yajna) van Vishvamitra op de Abu werd geboren en daarmee afstammeling van de vuurgod Agni zou zijn. Naast de Chahamana's (Chauhan) zouden ook de Paramaradynastie, de Pratihara's (Parihara) en de Chalukya's (Solanki) afstammen van Agni. Ook de Nava-sahasanka-charita stelde dat de Paramaradynastie afstamde van Agni.

### Buitenlandse oorsprong
James Tod (1782-1835) stelde dat de voorouders van de rajputs Saken (Scythen) of Kushana waren vanaf de tweede eeuw v.Chr. of de Witte Hunnen die rond 480 een einde maakten aan het rijk van de Gupta's. Uit de aan de Hunnen gerelateerde Gurjara zouden de hogere rajput-families zijn voortgekomen. Na een proces van sanskritisering zouden deze zich hebben willen conformeren aan de brahmaanse institutie van kshatriya en met de agnikula of agni-vamsha een mythische oorsprong hebben gezocht vergelijkbaar met de zonnedynastie (surya-vamsha) en de maandynastie (chandra-vamsha). Deze theorie vond niet alleen aanhang onder Britse historici, maar ook onder Indische historici als D.R. Bhandarkar.

### Beroepsgroep
Vincent Arthur Smith (1843-190) dacht dat de rajputs vooral een beroepsgroep waren waarbij afkomst ondergeschikt was en waar dan ook verschillende rassen bij elkaar werden gegroepeerd. In het noorden zouden er dan meer migranten zijn, terwijl de rajputs uit het zuiden meer uit de oorspronkelijke bevolking zouden komen.

### Kshatriya's
Gaurishankar Hirachand Ojha (1863-1947) en Chintaman Vinayak Vaidya (1861-1938) waren nationalistische historici die stelden dat de rajputs werkelijk arische kshatriya's waren van de zonne- en maandynastieën die in de vroege middeleeuwen aan de macht kwamen. Dat baseerden zij op gelijkenissen in gebruiken en fysiek voorkomen. De negende en tiende eeuw zouden volgens Vaidya de gelukkigste periode zijn geweest in de Indische geschiedenis.

### Brahmanen
Jai Narayan Asopa (1926) stelde ook dat de rajputs ariërs waren, maar volgens hem waren het oorspronkelijk geen kshatriya's, maar brahmanen.

## Rajputisering
Brajadulal Chattopadhyaya (1939) beschouwde de zoektocht naar de oorsprong van de rajputs als red herring, het leidde af van de werkelijke wordingsgeschiedenis.:59 Chattopadhyaya zag een proces van rajputisering, vergelijkbaar met sanskritisering, waarbij clans die politieke macht verkregen hun sociale status daarbij wilden laten aansluiten en daar oorsprongsmythes bij lieten fabriceren. Om dit te illustreren, maakte hij een overzicht van de wordingsgeschiedenis van de oorsprongsmythes van de Pratihara's, Guhila's en Chahamana's. Zodra een clan meer zelfstandigheid verkreeg, verdween de aanvankelijke ondergeschiktheid als vazal uit oorsprongsmythes. Zo is er een archiefstuk van de Guhila's uit 1145 uit Mangrol in het zuiden van Gujarat waarin drie generaties van de Guhila's genoemd worden als heersers over Mangalapura, als ondergeschikten aan de Chalukya's. In andere documenten uit die tijd wordt echter teruggegrepen op een respectabele afstamming. Clans probeerden zo een brahmaanse of kshatriyaanse afstamming te fabriceren die niet in oudere archiefstukken te vinden is. Bij een inscriptie van de Pratihara's uit 837 wordt genoemd dat de brahmaan Haricandra twee vrouwen had, een van brahmaanse afkomst en de ander van kshatriyaanse afkomst. In een inscriptie uit 861 is de brahmaanse vrouw verdwenen.
De genealogieën zoals deze zijn overgeleverd, zijn dan ook waarschijnlijk meer een overzicht van de politieke ontwikkelingen en de pogingen om de sociale status te verbeteren, dan dat deze de werkelijke oorsprong onthullen. Het lijkt erop dat rajputisering een effectieve en inventieve manier was om de sociale mobiliteit te vergroten. In de vroege periode was rajput waarschijnlijk vooral een politieke status, terwijl vanaf de elfde-twaalfde eeuw ook afstamming een rol ging spelen. Er lijkt ook sprake te zijn geweest van dynastificering, waarbij heersers bij elkaar werden gegroepeerd zonder dat duidelijk was of er wel een verband tussen hen bestond. Mogelijk ging de rajputisering van deze clans gepaard met een verlies van politieke macht en status van de traditionele kshatriya's.
Een groot deel van de raputs was waarschijnlijk afkomstig uit pastorale of agrarische gemeenschappen. Mogelijk verkregen enkelen daaruit via de krijgsdienst machtsposities. Aanvankelijk lijken dit ambtelijke en militaire posities te zijn geweest op basis van persoonlijke inzet en kwaliteiten (verwerving), waarbij erfopvolging (toewijzing) een ondergeschikte rol speelde. Deze posities waren relatief open en pas later werden de rajputs een meer gesloten kaste. Mogelijk is verwarring ontstaan doordat de betekenis van rajaputra, rauta en thakkura als onveranderlijk is aangenomen en samenvallend met de latere, erfelijke, betekenis van rajput. Thakkura lijkt echter aanvankelijk een aangestelde bestuurder te zijn geweest van een dorp of district en pas later als adellijke titel te zijn geworden. Rauta en rajaputra hebben een etymologisch verband en aangezien rajaputra uiteindelijk rajput werd, hebben veel historici rauta vertaald als rajput, maar dit lijkt niet gerechtvaardigd voor de periode voor het Mogolrijk. De rauta lijkt net als de thakkura onderdeel te zijn geweest van het bestuur, maar dan vooral op dorpsniveau. Beide functies werden wel overgedragen van vader op zoon, maar dat was niet altijd het geval. De titel rajaputra suggereert dat het de zoon van een koning betreft, maar de titel lijkt in de loop der tijd ook aan militaire bevelhebbers en bestuurders te zijn gegeven die niet van koninklijken bloede waren. De Kadmal-inscriptie uit 1083 verhaalt over rajaputra Sagamda uit de Chahamana-dynastie, maar diens zoon Ranadhavala wordt genoemd als koninklijke boodschapper (dutaka) en niet als rajaputra, wat erop kan duiden dat de titel niet erfelijk was, maar functiegebonden. Dat is ook een mogelijke conclusie voor Salakhanara, de zoon van rajaputra Upalara uit de Solanki-dynastie, die zelf niet als rajaputra genoemd wordt in de Paldi-inscriptie uit 1116. De Lalrai-inscriptie uit 1176 verhaalt over gouverneur Kirtipala uit de clan van de Chahamana's, de jongere broer van koning Kelhanadeva. De zonen van Kirtipala, Lakhanapala en Abhayapala, zijn hier aangeduid als rajaputra, hoewel het de neefjes waren van de koning. De oudste zoon en opvolger van Kirtipala, Samarasimha, wordt genoemd in de Jalor-inscriptie uit 1182. Zijn oom van moederszijde Jojala, wordt hier rajaputra genoemd. Mogelijk was hij zoon van een koning uit een andere lijn, maar hij kan deze titel ook te danken hebben gehad aan zijn positie in de hofhouding. De Naṇa-inscriptie uit 1180 noemt generaal Rajasimha uit de Paramaradynastie ook een rajaputra.:161-188

## Geschiedenis
Dynastieën die pas later de rajput-identiteit aannamen, zijn door eigen aanpassing van genealogieën en door historici wel met terugwerkende kracht als rajput beschouwd. Zo zijn koninkrijken die bijna een millennium voor de vorming van de rajput-identiteit bestonden, wel betiteld als rajput-koninkrijken. Dit waren echter hooguit de voorlopers van de rajputs uit de zestiende eeuw.

### Voorlopers

Politieke kaart van India tussen 750 en 900: na het uiteenvallen van het rijk van Harsha werd de heerschappij over de streek rond de stad Kannauj in de westelijke Gangesvlakte bevochten door onder andere de Pala's uit het oosten, Gurjara-Pratihara's uit het westen en Rashtrakuta's uit het zuiden

Gezien de omvang van India waren maar weinig rijken in staat om over het hele subcontinent te heersen. De Mauryadynastie was daarin geslaagd van de 4e tot de 3e eeuw v.Chr., terwijl de Gupta's van de 4e tot 6e eeuw n.Chr. het noorden van India beheersten. Daarna viel ook het noorden uiteen in verschillende rijken tot Harsha (606-647) deze nog eenmaal wist te verenigen. Na zijn dood viel ook het noorden weer uiteen. De periode van de Maurya's tot de Gupta's werd door koloniale en ook enkele nationalistische historici wel gezien als de klassieke periode, analoog aan de klassieke oudheid uit de periodisering van de westerse geschiedenis. Die analogie volgend lieten zij deze volgen door de Indische middeleeuwen. Dit impliceert een verandering die in werkelijkheid minder groot was, aangezien de machtsgebieden de eeuwen daarna redelijk constant bleven met de Pratihara's in het noorden, de Pala's in het oosten, de Rashtrakuta's in de Dekan en de Chola's in het zuidoosten als dominante machten. Als er onderlinge strijd was, was deze niet zozeer gericht op territoriaal gewin, maar vooral op oorlogsbuit.:1-7 Dat laatste werd gezien als legitiem onderdeel van de oorlog. Zo stelt de Manusmriti wel dat oorlog zoveel mogelijk voorkomen moet worden, maar zodra het eenmaal onvermijdelijk is, is de oorlogsbuit van de overwinnaar (MS 7.96).:60
Van deze vier grootmachten waren alleen Pratihara's wat later een rajput-koninkrijk genoemd zou worden. Een deel van de latere rajput-dynastieën waren aanvankelijk vazallen van een van de vier grootmachten. Zo waren de Chandella's aanvankelijk leenmannen van de Pratihara's, net als de Chahamana's, Guhila's en de Tomara's. De Paramara's waren aanvankelijk waarschijnlijk vazallen van de Rashtrakuta's. Soms vochten deze vazallen mee met hun leenheer tegen een andere grootmacht, maar soms wisten zij hun eigen macht te vergroten ten koste van hem. In de twaalfde eeuw hadden de Chahamana's (Chauhan), de Paramara's, de Pratihara's (Parihara) en de Chalukya's (Solanki) met de agnikula-mythe de kshatriya-identiteit aan zich weten te verbinden. De Guhila's waren in die tijd nog vazallen en werden pas aan het einde van de dertiende eeuw zelfstandig. Mogelijk was die tijdspanne te lang om aansluiting te vinden bij de agnikula-mythe en zij beriepen zich volgens een inscriptie uit 1283 bij fort Chittorgarh dan ook op afstamming van Bappa Rawal, een brahmaan die kshatriya zou zijn geworden.:146-148
De roofcampagnes die Mahmud van Ghazni (998-1030) van het Ghaznavidisch Rijk in de elfde eeuw uitvoerde in het noordwesten van India vielen grotendeels binnen het patroon van deze onderling strijdende staatjes, met het iconoclasme als onderscheidend element. Hoewel ook een hindoekoning als Rajendra Chola I (1014-1044) zich schuldig maakte aan religieuze vernielingen tijdens zijn veroveringen op Sri Lanka, was het iconoclasme van de moslims een geen bijkomend, maar een hoofdonderdeel van de campagnes, zowel vanuit religieuze als politieke overwegingen.:82-83, 88-89 Hoewel Muhammad ibn al-Qasim al in de achtste eeuw een islamitische dynastie vestigde in het noordwesten van Zuid-Azië, hebben oriëntalisten en nationalistische historici de regering van Mahmud en zijn vernielingen van de jyotirlinga's van de Somnathtempel in 1026 als scheidslijn neergezet van het islamitische tijdperk. De Ghowriden of Ghuriden hadden aan het begin van de twaalfde eeuw ook territoriaal succes en beheersten korte tijd het noorden van India. Muhammad Ghowri versloeg in 1192 de heerser van Delhi, Prithviraj Chauhan. Hoewel de nodige andere heersers uit die tijd en daarna minstens zo machtig waren, is Prithviraj door een sterke romantisering van zijn heerschappij en strijd in Indo-Perzisch literatuur neergezet als de laatste hindoekeizer van India, wat versterkt werd door James Tod.:3 Het Sultanaat van Delhi had zo aan het einde van de dertiende eeuw het gebied veroverd dat eerder onder de Pratihara's viel. Hoewel dit wel wordt afgeschilderd als een verenigd rijk, was het eerder een confederatie van rivaliserende generaals die allemaal de volgende sultan wilden worden. Een belangrijk wapenfeit van het sultanaat was dat het als een van de weinigen weerstand wist te bieden aan de Mongoolse invasie van India door het Kanaat van Chagatai. Het maakte daarbij niet alleen gebruik van lokale moslims en hindoes, maar ook van Turkse en zelfs Mongoolse huurlingen die bekend waren met de Mongoolse manier van oorlogvoeren.:1-7

### Zoektocht naar legitimatie
Hoewel alle staten onderling regelmatig streden, hebben nationalistische historici de strijd van wat toen de rajputs werden genoemd tegen islamitische heersers als de bepalende dichotomie neergezet.:240 Aziz Ahmad heeft de verhalen hierover uit de vijftiende eeuw neergezet als epossen van de moslims over verovering en epossen van de hindoes over verdediging. Inderdaad ontstond er rond de veroveringen van Mahmud een literatuur die zijn daden verheerlijkte, zoals werken van Khusrow (1253-1325), Isami (1311-na 1350) en Qudsi (1582-1646). Deze werken verheerlijkten de islamitische veroveringen en de bestrijding van afgoderij. Deze oorlogsverhalen (razmiya) gingen veelal gepaard met een romantisch verhaal (bazmiya) over de geloofsoverschrijdende liefde van een moslimprins en een Indische prinses. Ahmad contrasteerde dit met de hindoe-literatuur over heersers als Prithviraj Chauhan (1177-1192) en Hammiradeva (1283-1301). Onder meer Hammira Mahakavya uit de vijftiende eeuw en Prithviraj Raso uit de zestiende eeuw verhalen over de ridderlijkheid en dapperheid van de hindoestrijders en de hindoevrouwen die zichzelf niet overgeven aan de vijand, maar aan de vlammen. Ahmad stelde dat deze twee literaire tradities in isolatie naast elkaar ontstonden en waarschuwde ze niet te letterlijk te nemen: Read as epic all this makes sense as a historical attitude rather than as history. Waarschijnlijker ontwikkelden de tradities zich echter samen en beïnvloeden ze elkaar. Daarnaast is het ook de vraag of de epossen niet alleen voorzichtig benaderd moeten worden als geschiedenis, maar ook als historische houding, aangezien de auteurs de conservatieve ideeën van de hoven verdedigden.:90-91
Waar het sultanaat aanvankelijk een grensgebied van de islam was, werd het door de Mongoolse invasie van Perzië en het einde van het Kalifaat van de Abbasiden een eiland. Aangezien de sultans hun politieke legitimiteit baseerden op de Abbasiden, was de val van het kalifaat een schok die een zoektocht naar een nieuwe identiteit in gang zette, de Indo-moslim-identiteit. Op vergelijkbare wijze vormde de rajput-identiteit zich als reactie op de campagnes van het sultanaat. De kshatriya-identiteit die zij zich in eerdere eeuwen hadden aangemeten, bevatte al de eerste drie van de vier elementen uit Hammira Mahakavya en Kanhadade Prabandha die de rajput-identiteit zouden vormen, de trouw aan geloften, de daden op het slagveld, de jauhar of sati van de vrouwen van rajputs en de tragisch-heroïsche plot van het rajput-verhaal. In de Kanhadade Prabandha werd voor het eerst het woord rajput en niet rajaputra gebruikt.:15-16, 131, 189-191, 263-265 Het heeft daar niet meer de betekenis van een officiële functionaris zoals 'de rajaputra, maar wordt gebruikt om grote groepen soldaten aan te duiden. Een mogelijke verklaring dat rajput wel in de Kanhadade Prabandha voorkomt, is dat deze was geschreven in volks Hindavi, terwijl de Hammira Mahakavya in het formelere Sanskriet was geschreven en dergelijke volkse termen zou vermijden.:244, 249-250

### Open klasse
Hoewel wel werd aangenomen dat de pastorale samenlevingen hun belang verloren, lijken deze nog tot in de vroegmoderne tijd boerensoldaten te hebben geleverd waaruit enkelen tot hoge posities op wisten te klimmen en een belangrijke rol speelden bij staatsvorming. Een deel van deze militaire pastoralisten, zoals de Ujjainiya, bereikte de status van landadel. Deze soldaten waren niet beperkt tot een enkele etniciteit en het lijkt erop dat als aan bepaalde voorwaarden werd voldaan, de rajput-klasse open stond, zoals in Indiërs die zich in Afghanistan bekeerden tot de islam de titel Pathaan aannamen. De benamingen waren daarmee meer afhankelijk van de militaire arbeidsmarkt dan dat ze een etnische achtergrond hadden. Vergelijkbaar gingen in het begin van de twintigste eeuw hindoes die in dienst gingen sikh.:57-58
In de zestiende en zeventiende eeuw wist de bovenlaag van de rajputs in het Mogolrijk de gelederen te sluiten met een bijbehorende gedragscode. Met behulp van brahmanen wisten zij hun genealogie zo te vormen dat zij aanspraak konden maken op de kshatriya-klasse, waarmee zij een erfelijke status verkregen. Het centrum van deze beweging lag in Rajasthan, vooral in Mewar. De rajputs die hierbuiten vielen, werden door de nieuwe elite buitengesloten en waren niet meer huwelijkswaardig. Deze rajputs zoals de Bundela's werden ook niet opgenomen in de lijsten zoals Tod die aantrof en die door zijn werk een status van codificatie verkregen. Noodgedwongen bleven zij zich dan ook verhuren als soldaten en deze groep bleef relatief openstaan voor nieuwelingen, waarbij afstamming een minder belangrijke rol speelde.:71-74

## Zesendertigclans
Veel teksten stellen dat de rajputs uit zesendertig clans bestaan, zonder deze echter altijd bij naam te noemen. James Tod gaf zes lijsten van wat hij noemde koninklijke rassen. De eerste lijst uit Nadol bestaat inderdaad uit 36 clans, maar de lijst uit de Prithviraj Raso van Chand Bardai heeft er slechts 30, waarvan ruim de helft nog eens afwijkt van de eerste lijst. De derde lijst is de Sanskriet-versie van de Kumarapala Prabandha uit 1435 en deze noemt 27 clans, terwijl de vierde lijst, de Gujarati-versie, er 35 noemt met maar weinig overlappingen met de Sanskriet-versie. Dit werk wordt hier aangehaald als Kumarapala-charita, maar de drie werken met deze naam noemen de 36 clans niet. De vijfde lijst is van een Khichi bard uit de negentiende eeuw genaamd Moghji en deze noemt er 36, waarvan de helft niet genoemd wordt in de andere lijsten. Tod stelde zelf een gecorrigeerde lijst samen met 38 clans, al nummerde hij tot 36. Hierbij groepeerde hij enkele clans samen. De eerste twee waren de surya en chandra-clans, de zonne- en maandynastie. Daarna kwamen de vier agnikulas, terwijl de overigen subkasten zouden zijn van de zonne- en maandynastie of afstammelingen van de Scythen. Naast deze kasten, onderscheidde Tod ook nog verdere onderverdelingen in sakha's. Zo zou de Guhilot-kula uit 24 sakha's bestaan, de Yadu uit 8, de Pramara uit 35, de Chauhan uit 24 en de Solanki uit 16.:98-99 Bij elkaar bevatten de zes lijsten zo meer dan 100 clannamen, waarvan er maar 5 in de vijf eerste lijsten voorkomen en maar 4 in vier lijsten. Al in 1872 kreeg de lijst van Tod dan ook al kritiek en werd al gezien als weinig :
It seems a pity that Tod's classification of 36 royal races should be accepted as anything but a purely ornamental arrangement, founded as it was on lists differing considerably both in the numbers and names of the tribes included in it, and containing at least two tribes, the Jats and Gujars, with whom the Rájputs do not even generally intermarry.
Verder gebruikte Tod lijsten uit Gujarat-Rajasthan en er ontbraken dan de nodige noordelijke en oostelijke clans, waaronder de belangrijke Gahadwala's.
Ook de Rajatarangini van Kalhana noemt 36 clans.